# أرض العميان (فلم)
أرض العميان (بالإنجليزية: Land of the Blind) فيلم من إنتاج 2006، قام ببطولته دونالد سثرلاند، ريف فاينز، توم هولاندر، ولارا فلين بويل. وأخرجه روبرت إدواردز.
أرض العميان هجاء سياسي ساخر مبني على عدة أحداث تاريخية أُطيح فيها بحاكم طاغية بواسطة قادة أثبتوا أنهم بسوئه، إن لم يكونوا أسوأ منه، وإشارات دقيقة إلى أحداث وشخصيات معاصرة، مثل استبدال شاه إيران بآية الله الخميني.
ضمت الإشارات التاريخية والسياسية الأخرى في الفيلم كيم جونغ إيل، فيدل كاسترو، آل دوفالييه، بينيتو موسوليني، أوغستو بينوشيه، ليندون جونسون، روبرت موغابي، التدخل الأمريكي في فيتنام، الخمير الحمر، والثورة الثقافية في الصين.
عرض فيلم «أرض العميان» عالمياً لأول مرة في مسابقة خلال مهرجان روتردام السينمائي الدولي، وكان الفيلم الافتتاحي في مهرجان هيومان رايتس ووتش السينمائي في لندن. عُرض في الولايات المتحدة الأمريكية لأول مرة خلال منافسة في مهرجان تريبيكا الدولي 2006. أثار الفيلم ردود فعل حادة أثناء عرضه في المهرجانات، وهوجم بشدة بواسطة اليمين واليسار، حيث اعتبر الجميع الفيلم انتقاداً لمواقفهم.

## الحبكة
يحكي فيلم أرض العميان عن ماكسيميليان الثاني (توم هولاندر)، الحاكم الفاشي المجنون للبلد الخيالي المُثقل بالمشاكل، إيفري كنتري. لماكسيميليان الثاني اهتمامان رئيسيان: تعذيب أتباعه، وإدارة صناعة السينما في بلاده. أعلن ماكسيميليان الثاني نفسه «رئيساً مدى الحياة»، ودامت فترة حكمه حتى قام قائد الفدائيين ثورن (دونالد سثرلاند) باحتلال عرفة النوم الإمبراطورية، وقتل ماكسيميليان وزوجته جوزفين (لارا فلين بويل). يصبح ثورن حاكماً مُطلقاً للبلاد كما كان سابقه المتوفى ماكسيميليان. يشجع ثورن إحراق الكتب، ويرسل الطبقة المثقفة، والمتخصصين إلى معسكرات إعادة تثقيف صارمة، ويُجبر النساء على الانكماش تحت قطع ثياب شبيهة بالبراقع.
في بداية الفيلم، يُعتقل ثورن في سجن يقوم على حراسته جو (ريف فاينز). وفي تلك الأثناء، يكون ثورن محطماً، وجالساً القرفصاء في زنزانة رثة، يحتمل ضرب الحراس الآخرين له، ويكتب شعارات ثورية على الجدران بمخلفاته. فيما بعد، يخاطر ماكسيميليان بإطلاق سراح ثورن ليخدم كعضو في الحكومة لاجتذاب التأييد الشعبي. ويُرقى جو أيضاً ليصبح حارساً لقصر ماكسيميليان، ويخونه سامحاً لثورن وأتباعه باقتحام غُرف ماكسيميليان الداخلية.
يُعتبر جو بطلاً من وجهة نظر ثورن، وعلى الرغم من ذلك، يرفض جو التحالف مع النظام الجديد عندما يكتشف أن ثورن سيء كسلفه، ولهذا يُرسله ثورن إلى معسكر إعادة تثقيف.

## هوامش
1. ↑  ستيفن هولدن. "قابل الزعيم الجديد: أرض العميان". نيويورك تايمز. 16 يوليو 2006 نسخة محفوظة 15 يناير 2018 على موقع واي باك مشين.
2. ↑  مُراجعات المستخدمين على موقع أفلام ياهو! نسخة محفوظة 11 يناير 2008 على موقع واي باك مشين. "نسخة مؤرشفة". مؤرشف من الأصل في 2008-01-11. اطلع عليه بتاريخ 2007-08-15.{{استشهاد ويب}}:  صيانة الاستشهاد: BOT: original URL status unknown (link)

## وصلات خارجية
- مقالات تستعمل روابط فنية بلا صلة مع ويكي بيانات

- أرض العميان في قاعدة بيانات الأفلام على الإنترنت
- أرض العميان في موقع روتن توماتوز
- أرض العميان في أفلام ياهو!